# Học viện công nghệ Nam Alberta
Học viện công nghệ Nam Alberta (SAIT) là một viện công nghệ ở thành phố Calgary, tỉnh bang Alberta, Canada. SAIT cung cấp hơn 100 chương trình đào tạo nghề nghiệp trong lĩnh vực công nghệ, kinh doanh và các ngành nghề đào tạo kỹ năng khác, hơn 1300 khóa đào tạo chuyển tiếp và nâng cao tay nghề hằng năm cho hơn 200 doanh nghiệp. Được thành lập vào năm 1916, Học viện công nghệ Nam Alberta là cơ sở giáo dục sau trung học lâu đời thứ hai của thành phố Calgary. Đây cũng là học viện kỹ thuật công lập đầu tiên được nhà nước hoàn toàn công nhận và tài trợ.

## Vị trí
Cơ sở chính của Học viện công nghệ Nam Alberta nằm trên đại lộ 16 NW, nhìn ra trung tâm thành phố Calgary và được tiếp cận bởi hệ thống đường sắt nhẹ CTrain. Ngoài ra, SAIT cũng có 3 cơ sở khác ở thành phố Calgary: Mayland Heights, Culinary Campus và Art Smith Aero Centre.

## Trường học thành viên
SAIT cung cấp hơn 100 các khóa học ứng dụng, khóa dạy nghề và hơn 1000 khóa học chuyển tiếp và liên kêt đào tạo cho doanh nghiệp
SAIT mang đến nền tảng giáo dục định hướng kỹ năng thông qua 9 trường trong các lĩnh vực như sau:
- Trường năng lượng Macphail
- Trường Kinh doanh
- Trường Xây dựng
- Trường sức khỏe và an toàn công cộng
- Trường Khách sạn và Du lịch
- Trường Công nghệ thông tin và truyền thông
- Trường sản xuất và Tự động hóa
- Trường giao thông vận tải
- Trường Công nghê kỹ thuật số nâng cao